# Лукомор'я (Україна)
Лукомор'я — історичний край України часів Русі, пов'язаний з Надозів'ям та половцями.

## Поморський край половців
Як один край кочування половців Лукомор'я згадується у давньоруських літописах. Так у «Слові о полку Ігоревім», Лукомор'я, ймовірно, розташовувалося біля закрутів Озівського й Чорного морів та у пониззі Дніпра.
Половець Кобяк був лукоморським ханом.
У творі Задонщина, Лукомор'я згадується як місце, де відступає військо Мамая після поразки в Куликовській битві.

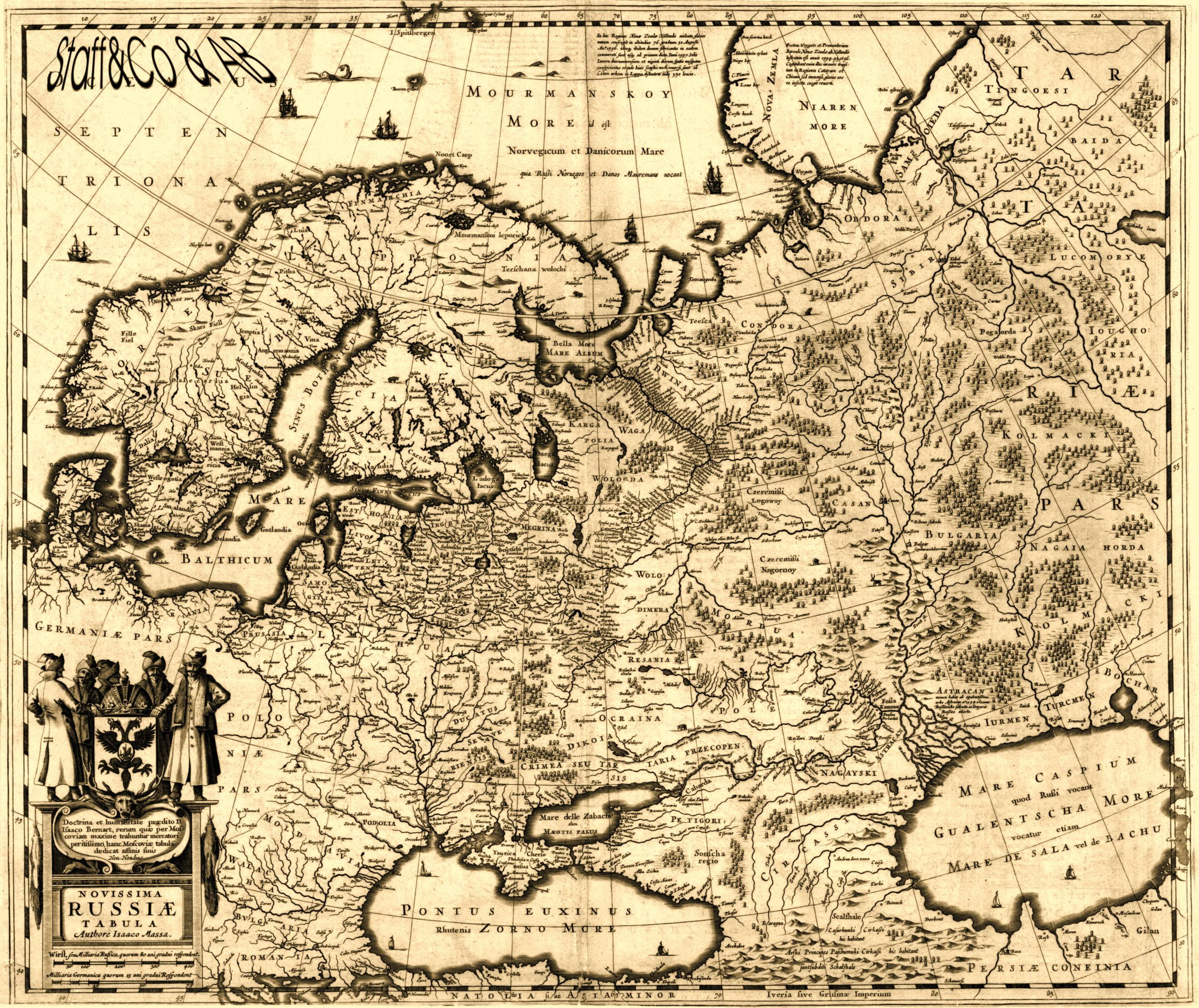
Лукомор'я на мапі 1638 року

Матвій Меховський у своєму «Трактаті про дві Сарматії» впевнено ототожнював половців з готами..

### Поморський край у творі Пушкіна

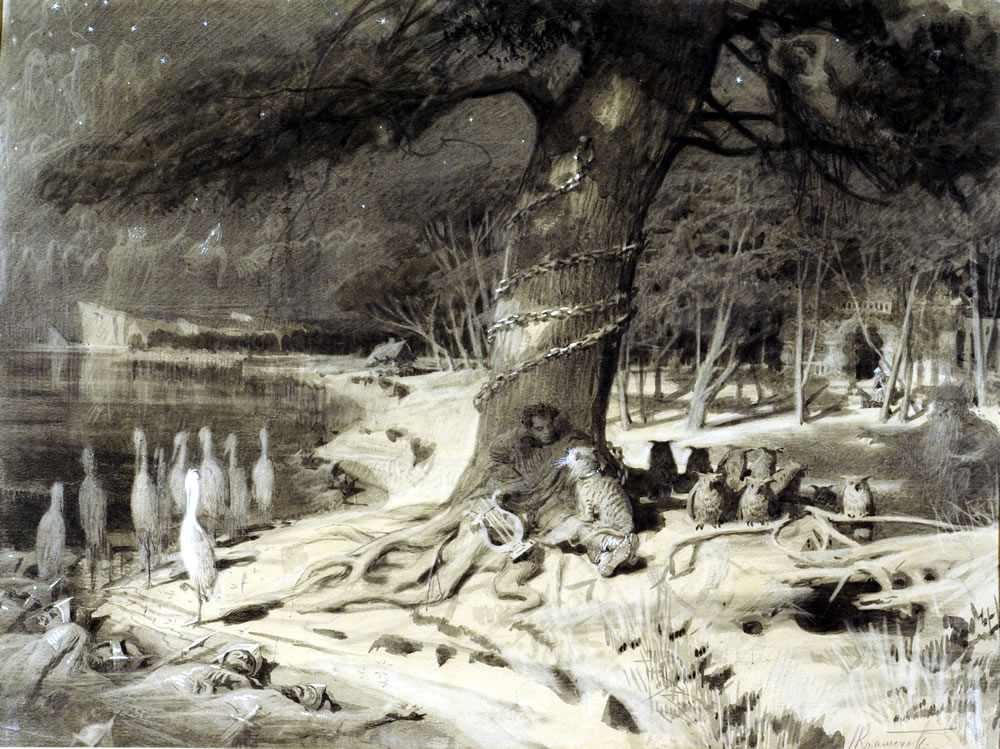
Ілюстрація Крамського до Лукомор'я "Руслана і Людмили"

У російській літературі широку популярність мають перші рядки поеми Пушкіна «Руслан і Людмила» «У лукомор'я дуб зелений ...». Пушкінське Лукомор'я коментатори його текстів локалізують на Озівському й Чорному морі.

## Етимологія
Назва південно-українського краю Лукомор'я є застаріле й означає «морська лука», «морська затока», «вигин морського берега». У руському фольклорі, Лукомор'я є заповідним місцем на краю світу.
Слово «лукомор'я» походить від словосполучення «лука моря» й означає «вигин морського берега». Для порівняння: «лук» (для стрільби), лукавити (викручуватися). Слово походить від старослов'янського лѫкъ (пор. польське łęk «дуга, арка, лука», литовське lañkas «дуга, обруч», lankùs «гнучкий», латиське lùoks «вигиб, дуга»).

## Згадка Лукомор'я у сучасній Україні
Коса Лукомор'я — коса поблизу селища міського типу Безіменне Новоазовського району Донецької області, що розташована на березі Азовського моря за 30 км на схід від Маріуполя й за 80 км на захід від Таганрога.
«Лукомор'я» — назва кінотеатру у Маріуполі.
На бульварі Пушкіна у Донецьку розташована скульптурна композиція з персонажами Лукомор'я за казкою Олександра Пушкіна.